# 1730 Marceline
1730 Marceline је астероид главног астероидног појаса са средњом удаљеношћу од Сунца која износи 2,782 астрономских јединица (АЈ).
Апсолутна магнитуда астероида је 11,5.